# Giulia Salerno
Giulia Salerno (Civitavecchia, 15 luglio 2001) è un'attrice italiana.

## Biografia
Debutta in tenera età in diverse fiction televisive come Butta la luna 2 di Vittorio Sindoni, Un medico in famiglia 6 di Tiziana Aristarco, Il ritmo nel cuore e Preferisco il paradiso al fianco di Gigi Proietti e Francesco Salvi. Nel 2008 ha esordito al cinema in Tutta la vita davanti di Paolo Virzì dove interpreta Lara ed in Un giorno perfetto di Ferzan Özpetek nel ruolo di Camilla. Nel 2013 è la protagonista del film Incompresa di Asia Argento. Nel 2015 entra a far parte nel cast de I misteri di Laura, nel ruolo della figlia Allegra.

## Filmografia

### Cinema
- Tutta la vita davanti, regia di Paolo Virzì (2008)
- Un giorno perfetto, regia di Ferzan Özpetek (2008)
- Ci vediamo domani, regia di Andrea Zaccariello (2013)
- Incompresa, regia di Asia Argento (2014)
- Il nome del figlio, regia di Francesca Archibugi (2015)

### Televisione
- Preferisco il paradiso, miniserie TV, regia di Giacomo Campiotti (2010)
- Un medico in famiglia, serie TV, regia di Tiziana Aristarco (2010)
- SOS Befana, regia di Francesco Vicario (2011) - film TV
- Distretto di Polizia - serie TV, regia di Alberto Ferrari, episodio 11x18 (2011)
- I misteri di Laura, regia di Alberto Ferrari - Serie TV (2015)
- Luisa Spagnoli, regia di Lodovico Gasparini - Miniserie TV (2016)
- Io non mi arrendo, regia di Enzo Monteleone - Serie TV (2016)
- Tutto può succedere, regia di Lucio Pellegrini e Alessandro Casale - Serie TV (2018)
- La fuggitiva, regia di Carlo Carlei – Serie TV, episodio 4 (2021)

### Cortometraggi
- Lea, regia di Dario Gorini (2012)